# まわるメイドインワリオ
『まわるメイドインワリオ』は、2004年10月14日に任天堂より発売されたバラエティーゲーム。アメリカでは"WarioWare TWISTED!"の名称で2005年5月23日に発売。ヨーロッパでは一旦2006年発売と発表されたものの、発売には至らなかった。
『メイド イン ワリオ』の基本システムを踏襲しながらも、カートリッジに回転センサーを搭載しゲームボーイアドバンスを回転させることによる斬新な操作体系を持つ作品である。なお、このセンサーは傾きを検知する物ではなく本体の回転を検知する物であるため、ゲームボーイアドバンスとゲームボーイアドバンスSPとゲームボーイミクロ（およびニンテンドーDSとニンテンドーDS Lite）におけるスロットの方向の違いを吸収する特殊な設定を必要としない。この作品を以って、『スーパーマリオランド3 ワリオランド』から10年続いた『ゲームボーイシリーズ』における『ワリオシリーズ』のゲームソフトの開発は終了した。
平成16年度文化庁メディア芸術祭エンターテインメント部門で大賞を受賞した。

## 基本ルール
基本的なルールは『メイド イン ワリオ』のものと同じで4回失敗するまでにプチゲームをいくつできたかを競うものであり、進んでいくうちにスピードが速くなるが、本作ではスコアは実際にクリアできたゲームの数となり失敗はカウントされない。
また、ワリオステージの一つである「ワリウォッチ」（およびその上位版である「ギリギリ」）では他のステージと異なり、プチゲームの制限時間とは別にステージの制限時間が設定されており、このステージ制限時間が0になるとゲームオーバーとなる。ステージ制限時間はプチゲームをクリアすることで加算されていく。
他にも、「ごちゃまぜ」（得点を上げていくうちにスピードアップ、特定の点を取るとガチャコロン→レベルアップで再びスタート）「げきむず」（いきなりハイスピードでスタート、レベルは常に1）「スリリング」（レベル3からでライフ1つでスタート）以上の3ステージは全てエレベーターにサルの絵が映っている状態。
なお、後に挙げるキャラクターリストの順においてクライゴアまで（ワリオをのぞく）は、ステージ開始時のデモの中でそのキャラクターが持つゲームの操作概要の説明が入る。

## 登場キャラクター
登場キャラクターの詳細はメイド イン ワリオシリーズを参照
ワリオ（ジャンル：おためしかいてん、スピードかいてん）
ワリオカンパニー社長。ゲームがうまくいかないことに腹を立てて投げ飛ばしたことで壊れたゲームボーイアドバンスをクライゴアに修理してもらったところ、本体ごと回して操作するゲーム機となって戻ってきた。この操作体系の斬新さに気づき金儲けのネタにしようと目論む。
モナ（ジャンル：ちっちゃいかいてん）
ピザ屋でアルバイトをしている女子高生。彼女のゲームは回転の幅が小さい。
ジミー・T.（ジャンル：だいかいてん）
相変わらず携帯写メールにハマリつつクラブサトーに通うダンサー。彼のゲームではダイナミックな回転が要求される。なお今回は両親が登場し、途中でこの2人によるリミックスステージが入る（対象はモナ・ジミー・カット&アナ）。
カット&アナ（ジャンル：ワンボタン）
ダイヤモンド幼稚園に通う双子のくのいち姉妹。「楽しい」を「楽ちい」と、「し」を「ち」と発音する。彼女たちのゲームはAボタンのみを使う1ボタンゲーム。
ドリブル&スピッツ（ジャンル：ポチッとかいてん）
タクシードライバーのコンビ。回転+Aボタンのコンビネーションステージ。このステージのみ、デモ画面での操作によりプレイ中のBGMが変更する。
Dr.クライゴア（ジャンル：じゅうりょくかいてん）
さらなる研究を重ね、重力を操作するコントローラを開発。これを使った、重力操作系のゲームを多数作成している。
オービュロン（ジャンル：なが〜いかいてん）
地球征服の野望はどこへやら、宇宙を散歩しつつ時折ワリオの所に顔を見せる。前作同様、彼のゲームは1ゲームあたりの時間が2倍と長い。
ナインボルト（ジャンル：ファミコンかいてん）
ダイヤモンドシティ小学校の生徒。彼のゲームは『スーパーマリオブラザーズ』や『アイスクライマー』などファミコンの作品をモチーフにしている。
エイティーンボルト
今作より新登場。ダイヤモンドシティに引っ越してきた大柄な小学生。音楽と任天堂好きでナインボルトと意気投合する。
ワリオマン（ジャンル：かいてんワリオ）
今作より新登場。ひょんなことからワリオが変身してしまった姿。ストーリー上では最終ステージに君臨する。彼のプチゲームには必ずワリオが登場するため、前作の「ナンデモアリ」に該当している。最終ステージにふさわしく、また前作の最終ステージ同様にスピードアップ時の速度上昇が他と比べ微妙に早く、難易度は高い。
青猿（ジャンル：ごちゃまぜ）
ミュージックがおためしかいてんとスピードかいてんと同じ。最初から通常よりも地味にスピードが速め。
緑猿（ジャンル：スリリング）
通常4回のライフがあるが、1つしかなく、1回の失敗でゲームオーバー。
赤猿（ジャンル：げきむず）
地下1階からハイスピード（高速）で、制限時間も短い。
しゃぎぃ（ジャンル：ふいうちかいてん）
ナインボルトのペットである謎のキャラクター。彼のゲームは簡単だが、ジミー（リミックスステージも含む）、クライゴア、オービュロン、ワリオマン、ごちゃまぜステージに突発的に現れしかも制限時間が3カウントと短く、他のキャラクターとは違ってすぐ終わってしまう。そのため判断力と集中力が必要となる。

## ソフト対応表
| ゲームボーイアドバンス ゲームボーイアドバンスSP                  | ○ |
| ゲームボーイプレーヤー （「Q」専用ゲームボーイプレーヤーを含む） | × |
| ゲームボーイミクロ                                               | ○ |
| ニンテンドーDS ニンテンドーDS Lite                               | ○ |

【記号凡例】
- ○：対応
- ×：非対応

## 備考
- 本作では、スピードアップするとBGMに加えてプチゲーム中のSE（カウントダウン時の音も含む）の音程も上がる[注 5]。また、今作からボスステージでもスピードアップ状態の際、音程が上がるようになった。
- 日本での発売や作品中での時間軸では『さわるメイドインワリオ』より前だが、発表は『さわる』よりも後であり、発表して比較的すぐでの発売ともなった。開発自体は『さわる』との並行開発である[2]。
- カートリッジには回転センサーの他に振動用の小型モーターが内蔵されており、ゲーム中のキャラクターの移動などに応じて振動する。また、回転センサーとモーターのため表面（ラベルが貼ってある側）に大きく出っ張っており、本ゲームの箱は通常のゲームボーイアドバンス用ソフトの箱の2倍の厚さとなっている。
- タイトル画面で本体を揺らすように回すと、『まわる』の文字が回り、数回回すと『まるる』『はまる』『こまる』『るるる』などと文字が変わる。
- 回転センサーにはNECトーキン社の圧電振動ジャイロCG-L43Fが使われている。
- 本作でワリオの家に飾ってあるオブジェや写真は『ワリオランド』シリーズに関するものである。
- モナのステージでBGMとして使われている歌『こちら★モナピザ』は、のちに『ドンキーコンガ3 食べ放題!春もぎたて50曲♪』の収録曲として採用されている。
- ナインボルトステージでナインボルトがエイティーンボルトと遊ぶゲーム機は日本版ではファミリーコンピュータだが英語版ではNESになっている。そのため、ステージも日本版ではファミリーコンピュータ仕様だが、英語版ではNES仕様である。
- カット&アナステージでは、SPEED UP （スピードアップ）・BOSS STAGE（ボスステージ）・LEVEL UP（レベルアップ）・GAME OVER（ゲームオーバー）がそれぞれ、速度増加、強敵出現、難度増加、無念と表示される。英語版では下に英訳の字幕が付く。
- ニンテンドーDSもしくはニンテンドーDS LiteのGBAスロットに本作品を差し込み、『さわるメイドインワリオ』を立ち上げると「モナピザ」のテーマソングのPVが手に入る。
- なお、ゲームボーイプレーヤーは非対応となる、箱の裏に注意は『※このゲームは、回転による操作が必要になるため、ゲームボーイプレーヤー（松下電器製ゲームボーイプレーヤーを含む）では使用しないでください。ゲームキューブ、ゲームボーイプレーヤー、ゲームカートリッジなどの破損や故障と原因となります。』と書かれている。